# Maria Geboortebasiliek (Chełm)
De Basiliek van de Geboorte van de Maagd Maria (Pools: Bazylika Narodzenia Najświętszej Maryi Panny) is een kerkgebouw in de Poolse stad Chełm. De kerk vertegenwoordigde in het verleden verschillende kerkelijke denominaties, maar is tegenwoordig een rooms-katholieke parochiekerk. Sinds 1988 heeft de kerk de rang van basilica minor.

## Geschiedenis

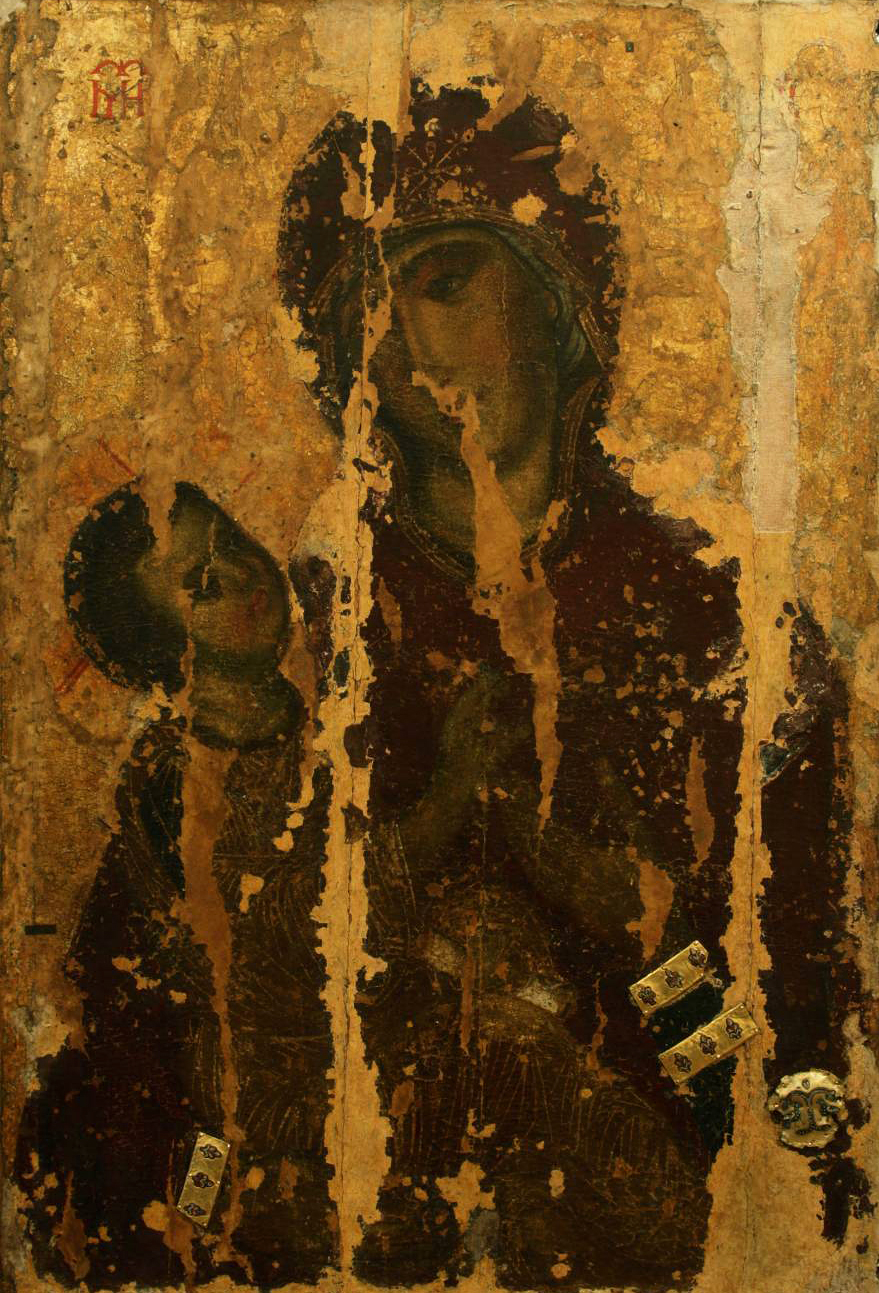
Het miraculeuse icoon van de Moeder Gods van Chełm dat zich tegenwoordig in Loetsk (Oekraïne) bevindt.

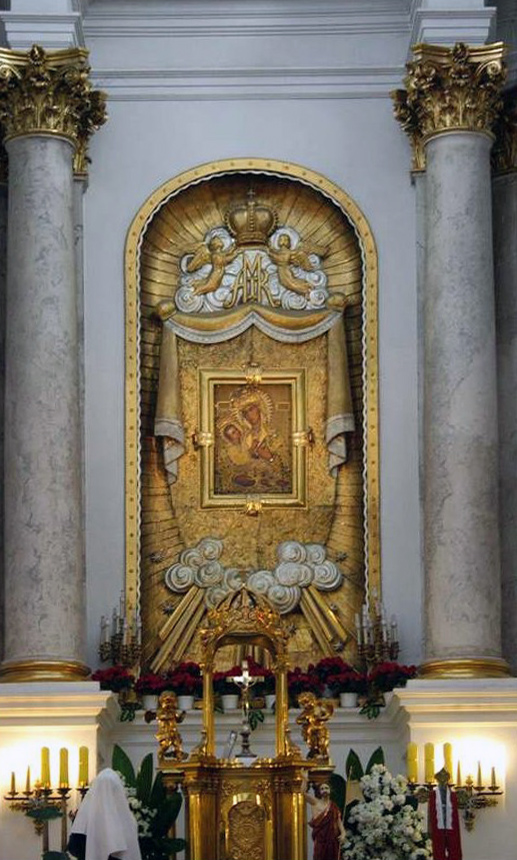
Het hoofdaltaar met de replica van het icoon van de Moeder Gods van Chełm

De voormalige Grieks-katholieke kathedraal en huidige parochiekerk staat op de plaats van een orthodoxe kerk met dezelfde naam, gesticht door Daniel van Galicië. Na een brand in 1640 werd de kerk in iets gewijzigde vorm herbouwd door bisschop Metody Terlecki. In de loop der tijd werd het noodzakelijk de kerk te vergroten en in 1711 werden er enkele reparaties uitgevoerd en een dwarsschip toegevoegd. De werkzaamheden waren echter zo onzorgvuldig uitgevoerd, dat het gebouw dreigde in te storten. De opvolger van bisschop Terlecki, Felicjan Wołodkowicz, beoordeelde de staat van het gebouw zo slecht, dat een renovatie geen zin meer had en gaf daarom opdracht tot afbraak.
In 1735 begon de bouw van een geheel nieuwe, veel grotere kerk. De kerk werd voltooid in 1756.
Op 15 september 1765 vond in de kerk de kroning plaats van het miraculeuze icoon van de Moeder Gods van Chełm. Het icoon werd in het hele land vereerd omdat het in verband werd gebracht met de overwinning van de Slag bij Berestetsjko (1651). In 1915 werd het icoon door Russische troepen meegevoerd en het bevindt zich tegenwoordig in het museum van Loetsk, Oekraïne. In 1802 werd de kerk getroffen door een grote brand, maar de muren bleven voor een lange tijd intact totdat bisschop Ferdynand Dąbrowa-Ciechanowski in 1827 de kerk met financiële steun van de Poolse kroon liet herbouwen.
Na de inval van de Oostenrijkse troepen in Chełm (1915) deed de kathedraal tot 1918 dienst als opslagplaats van militaire goederen. De Poolse autoriteiten droegen het kerkgebouw in 1919 over aan de katholieke kerk.
In mei 1940 gaf de Duitse bezetting de kathedraal aan de Oekraïense gemeenschap. In november van hetzelfde jaar werd het orthodoxe bisdom gevormd. Maar al snel na de bevrijding van Polen op 24 augustus 1944 werd het besluit door het Poolse Comité van Nationale Bevrijding teruggedraaid en de kathedraal overgedragen aan de door de beslissing van het , de kathedraal Chełm's werd gegeven aan de katholieke kerk.
In 1988 gaf paus Johannes Paulus II de kerk de rang van basilica minor.

## Beschrijving
De oorsprong van de kerk ligt in een voormalig Basiliaans kloostercomplex, dat in de eerste helft van de 13e eeuw werd opgericht door Daniel van Galicië. Later werd het een Grieks-katholieke kerk.
De huidige kerk werd in de jaren 1735-1756 gebouwd. Het ontwerp van de barokke kerk was afkomstig van de architect Paweł Antoni Fontana. De drieschepige basiliek werd gebouwd in de vorm van een Latijns kruis en heeft een grote achtzijdige koepel. In het hoofdaltaar van de verder bescheiden versierde kerk bevindt zich een replica van het tijdens de Eerste Wereldoorlog door Russen weggevoerde icoon van de Moeder Gods van Chełm. Het laatbarokke antependium toont koning Jan Casimir die aan de Moeder Gods van Chełm zijn dank betuigt na het winnen van de Slag bij Berestetsjko in 1651.
Aan de voorzijde van de basiliek staat een vrijstaande klokkentoren van 1878; tussen de beide wereldoorlogen werd de toren verhoogd. Naast de basiliek bevindt zich het Basiliaanse klooster dat werd opgericht in 1640-1649 door bisschop Metodiusz Terlecki. Tegenwoordig dient het als woonverblijf.
Andere gebouwen rond de basiliek zijn het poortgebouw (17e-18e eeuw), het bisschoppelijk paleis (1711) en het gebouw van de Orthodoxe Broederschap van de Moeder Gods in Chełm (eind 19e eeuw).

## Patroonsfeest
Elk jaar op 7 en 8 september wordt het patroonsfeest gevierd. Grote groepen pelgrims komen dan naar Chełm om deel te nemen aan de festiviteiten.